# 최소 필수 배지
최소 필수 배지(Minimal Essential Medium, MEM)는 해리 이글이 1959년 사이언스지에 처음 발표한 합성 세포 배양 배지이다. 
최소 필수 배지의 많은 변형이 개발되어 주로 추가 비타민, 아미노산 및 기타 영양소를 추가할 수 있다.
이글은 1955~1957년에 생쥐의 L 세포와 인간 헬라 세포에서 13개의 필수 아미노산과 9개의 비타민이 추가된 초기 Basal Medium Eagle(BME)을 개발했다. BME에는 비오틴(비타민B7)이 포함되어 있는데, 이글은 나중에 불필요한 것으로 밝혔다. 이글은 이 배지에 많은 아미노산의 양을 두 배로 늘려 인간 세포의 단백질 구성에 더 가깝게 일치하게 하였다.
DMEM(Dulbecco's Modified Eagle's Medium)은 원래 둘베코와 Vogt가 1959년에 발표한 4배 농도의 아미노산과 비타민을 가진 이글의 배지로 제안되었다. 이 배지의 상용 버전에는 아래에 자세히 설명된 추가 수정 사항이 있다.
α-MEM(Minimum Essential Medium Eagle-alpha modifier)은 Clifford P. Stanners와 동료들이 1971년에 발표한 MEM을 기반으로 한 배지이다. MEM에 비해 비 필수 아미노산, 피루브산 나트륨 및 비타민(아스코르브산, 비오틴 및 시아노코발라민)이 더 많이 포함되어 있다. 또한 리포산 및 뉴클레오사이드와 함께 올 수 있다.

## 구성
각 배지 1리터에는 다음이 포함된다. (단위 : mg)
| 배지                                                                | BME   | MEM   | MEMa  |
| 글라이신 (Glycine)                                                  |       |       | 50    |
| L-알라닌 (L-Alanine)                                                |       |       | 25    |
| L-아르기닌염 (L-Arginine hydrochloride)                             | 21    | 126   | 126   |
| L-아스파라진-H2O (L-Asparagine-H2O)                                 |       |       | 50    |
| L-아스파르트산 (L-Aspartic acid)                                    |       |       | 30    |
| L-시스테인염-H2O (L-Cysteine Hydrochloride-H2O)                     |       |       | 100   |
| L-시스테인 2HCl (L-Cysteine 2HCl)                                   | 16    | 31    | 31    |
| L-글루탐산 (L-Glutamate)                                            |       |       | 75    |
| L-글루타민 (L-Glutamine)                                            | 292   | 292   | 292   |
| L-히스티딘 (L-Histidine)                                            | 8     |       | 31    |
| L-히스티딘염-H2O (L-Histidine-H2O)                                  |       | 42    | 42    |
| L-아이소류신 (L-Isoleucine)                                         | 26    | 52    | 52    |
| L-류신 (L-Leucine)                                                  | 26    | 52    | 52    |
| L-라이신염 (L-Lysine Hydrochloride)                                 | 36.47 | 73    | 73    |
| L-메사이오닌 (L-Methionine)                                         | 7.5   | 15    | 15    |
| L-페닐알라닌 (L-Phenylalanine)                                      | 16.5  | 32    | 32    |
| L-프롤린 (L-Proline)                                                |       |       | 40    |
| L-세린 (L-Serine)                                                   |       |       | 25    |
| L-트레오닌 (L-Threonine)                                            | 24    | 48    | 48    |
| L-트립토판 (L-Tryptophan)                                           | 4     | 10    | 10    |
| L-타이로신 다이나트륨염 이수화물 (Tyrosine Disodium Salt Dihydrate) | 26    | 52    | 52    |
| L-발린 (L-Valine)                                                   | 23.5  | 46    | 46    |
| 아스코르브산 (Ascorbic Acid)                                        |       |       | 50    |
| 비오틴 (Biotin)                                                     | 1     |       | 0.1   |
| 염화콜린 (Choline Chloride)                                         | 1     | 1     | 1     |
| D-칼슘 판토텐산염 (D-Calcium pantothenate)                          | 1     | 1     | 1     |
| 엽산 (Folic Acid)                                                   | 1     | 1     | 1     |
| 나이아신 아마이드 (Niacinamide)                                     | 1     | 1     | 1     |
| 피리독살 수화염화물 (Pyridoxal hydrochloride)                       | 1     | 1     | 1     |
| 리보플라빈 (Riboflavin)                                             | 0.1   | 0.1   | 0.1   |
| 염산치아민 (Thiamine hydrochloride)                                 | 1     | 1     | 1     |
| 비타민 B12 (Vitamin B12)                                            |       |       | 1.36  |
| i-이노시톨 (i-Inositol)                                             | 2     | 2     | 2     |
| 염화 칼슘 (Calcium Chloride, CaCl2)                                 | 200   | 200   | 200   |
| 황산 마그네슘 (Magnesium Sulfate, MgSO4)                            | 97.67 | 97.67 | 97.67 |
| 염화 포타슘 (Potassium Chloride, KCl)                               | 400   | 400   | 400   |
| 탄산수소 나트륨 (Sodium Bicarbonate, NaHCO3)                        | 2200  | 2200  | 2200  |
| 염화 나트륨 (Sodium Chloride, NaCl)                                 | 6800  | 6800  | 6800  |
| Sodium Phosphate monobasic (NaH2PO4-H2O)                            | 140   | 140   | 140   |
| D-포도당(덱스트로스) (D-Glucose, Dextrose)                          | 1000  | 1000  | 1000  |
| 리포산 (Lipoic Acid)                                                |       |       | 0.2   |
| 페놀 레드 (Phenol Red)                                              | 10    | 10    | 10    |
| 피루브산 소듐 (Sodium Pyruvate)                                     |       |       | 110   |

## 같이 보기
- RPMI 1640

## 참고
- RPMI 1640(Roswell Park Memorial Institute 배지), 림프 세포용